# De Gaiffier

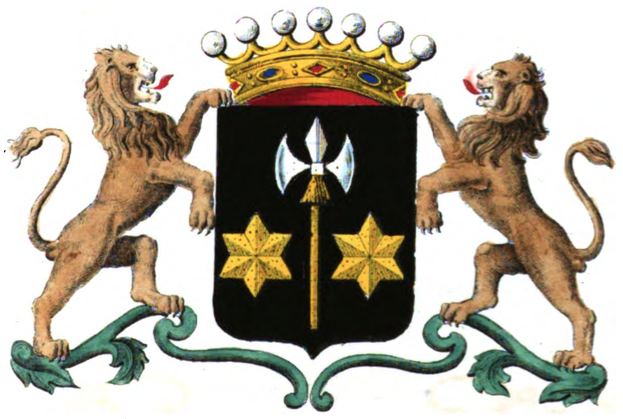
Wapen van de familie de Gaiffier

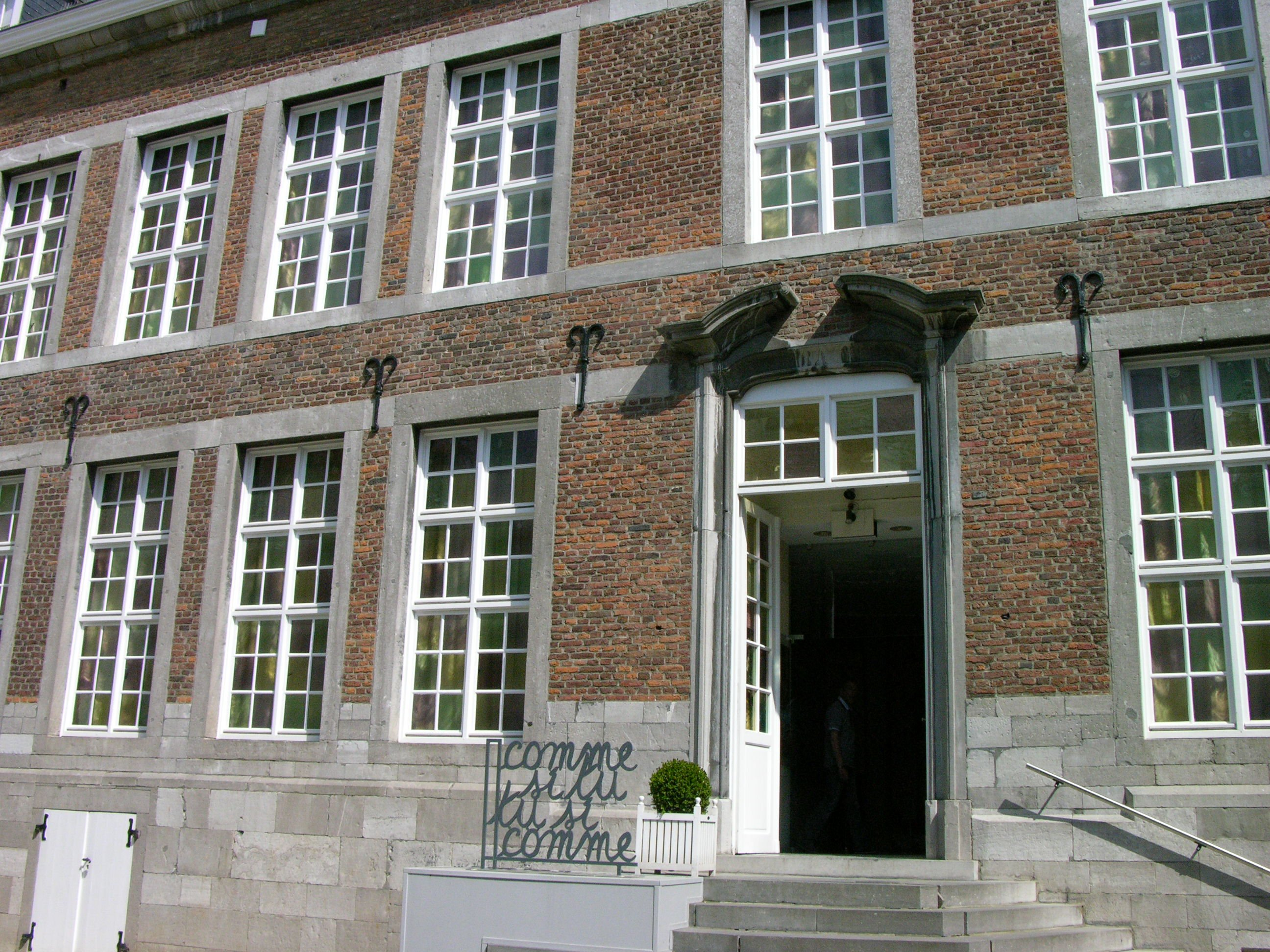
Het Hôtel Gaiffier d'Hestroy in Namen

De Gaiffier is een Zuid-Nederlands adellijk huis, gekend onder de namen de Gaiffier d'Emeville, De Gaiffier de Maharenne en de Gaiffier d'Hestroy.

## Geschiedenis
In 1635 werd door keizer Ferdinand II ten gunste van Guillaume de Gaiffier, echtgenoot van Anne de Tiribu, vrouwe van Emeville, de status van erfelijke adel bevestigd en voor zoveel als nodig er in opgenomen.
- Pierre-Paul de Gaiffier (1681-1772), heer van Emeville, in 1713 opgenomen in de Tweede stand van Namen, getrouwd in 1712 met Marie-Thérèse de Gardia de la Vega († 1757).
  - Jean Joseph Guillaume de Gaiffier (1725-1789), heer van Emeville, trouwde in 1756 met Marie-Justine Woot de Tinlot († 1779).
    - Pierre Joseph Adrien de Gaiffier (zie hierna).

  - Pierre Joseph Baudouin de Gaiffier (1727-1780), heer van Maharenne, Bonninne, Boing, Bouges, Maredsous, werd in 1755 opgenomen in de Tweede stand van Namen, trouwde in 1754 met Marie-Françoise de Maucour (1738-1759), vrouwe van Houx, Blocqmont en Hogoumont.
    - Pierre Joseph Baudouin de Gaiffier (zie hierna).
    - Jean Jacques de Gaiffier (zie hierna).

## Pierre Adrien de Gaiffier
Pierre Joseph Adrien de Gaiffier (° Bonninnes, 28 september 1757) trouwde met Marie-Catherine Mathys (Tihange, 1752 - Hoei, 1812). Ze kregen drie dochters en deze familietak was weldra uitgestorven.
In 1822, onder het Verenigd Koninkrijk der Nederlanden, richtte hij een verzoek tot de Hoge Raad voor de Adel om erkend te worden in de erfelijke adel. Ook al werd hierover geen document van bevestiging gevonden, moet hij gunstig antwoord hebben ontvangen, aangezien hij vermeld werd op de eerste officiële lijst van edellieden.

## Pierre Baudouin de Gaiffier
Pierre Joseph Baudouin de Gaiffier (Namen, 23 oktober 1757 - Namen, 13 juli 1823) werd in 1793 opgenomen in de Tweede stand van de graafschap Namen. Hij was onder het ancien régime de laatste heer van Maharenne, Bouges, Houx, Bonninne en Marche-les-Dames. Hij werd in 1816, onder het Verenigd Koninkrijk der Nederlanden, erkend in de erfelijke adel en benoemd in de Ridderschap van de provincie Namen. In 1820 werd hem de titel baron toegekend, overdraagbaar bij eerstgeboorte.
Hij trouwde in 1784 met Marie-François de la Hamayde (1753-1792). Ze kregen twee zoons die zeer jong stierven en een dochter.

## Jean-Jacques de Gaiffier
- Jean-Jacques de Gaiffier d'Emeville (Namen, 1 oktober 1759 - Evere, 1 juni 1837), ook de Gaiffier de Maharenne genoemd, doorliep een grote ambtenarenloopbaan. In 1816, onder het Verenigd Koninkrijk der Nederlanden, werd hij erkend in de erfelijke adel, in 1820 kreeg hij de titel baron en in 1828 de titel burggraaf, overdraagbaar bij eerstgeboorte. Hij trouwde met Marie-Joséphine van Velde de Melroy (1775-1828) en ze kregen twaalf kinderen, onder wie twee zoons die voor opvolging zorgden. 
  - Antoine de Gaiffier d'Emeville (1801-1891) was doctor in de rechten en werd burgemeester van Houx en Flostoy. Hij kreeg vergunning in 1888 om voor hem en zijn afstammelingen d'Emeville aan de familienaam te mogen toevoegen. Hij trouwde met Charlotte de Moreau (1813-1880), met afstammelingen tot heden (deze tak blijft echter nogal obscuur in Brussel).
  - Emmanuel de Gaiffier (1806-1882) verkreeg de titel baron, overdraagbaar bij eerstgeboorte en vergunning om d'Hestroy toe te voegen aan de familienaam. Hij trouwde met Adèle de Pitteurs (1813-1880), met afstammelingen tot heden.